# Cottens VD
| VD ist das Kürzel für den Kanton Waadt in der Schweiz. Es wird verwendet, um Verwechslungen mit anderen Einträgen des Namens Cottens zu vermeiden. |

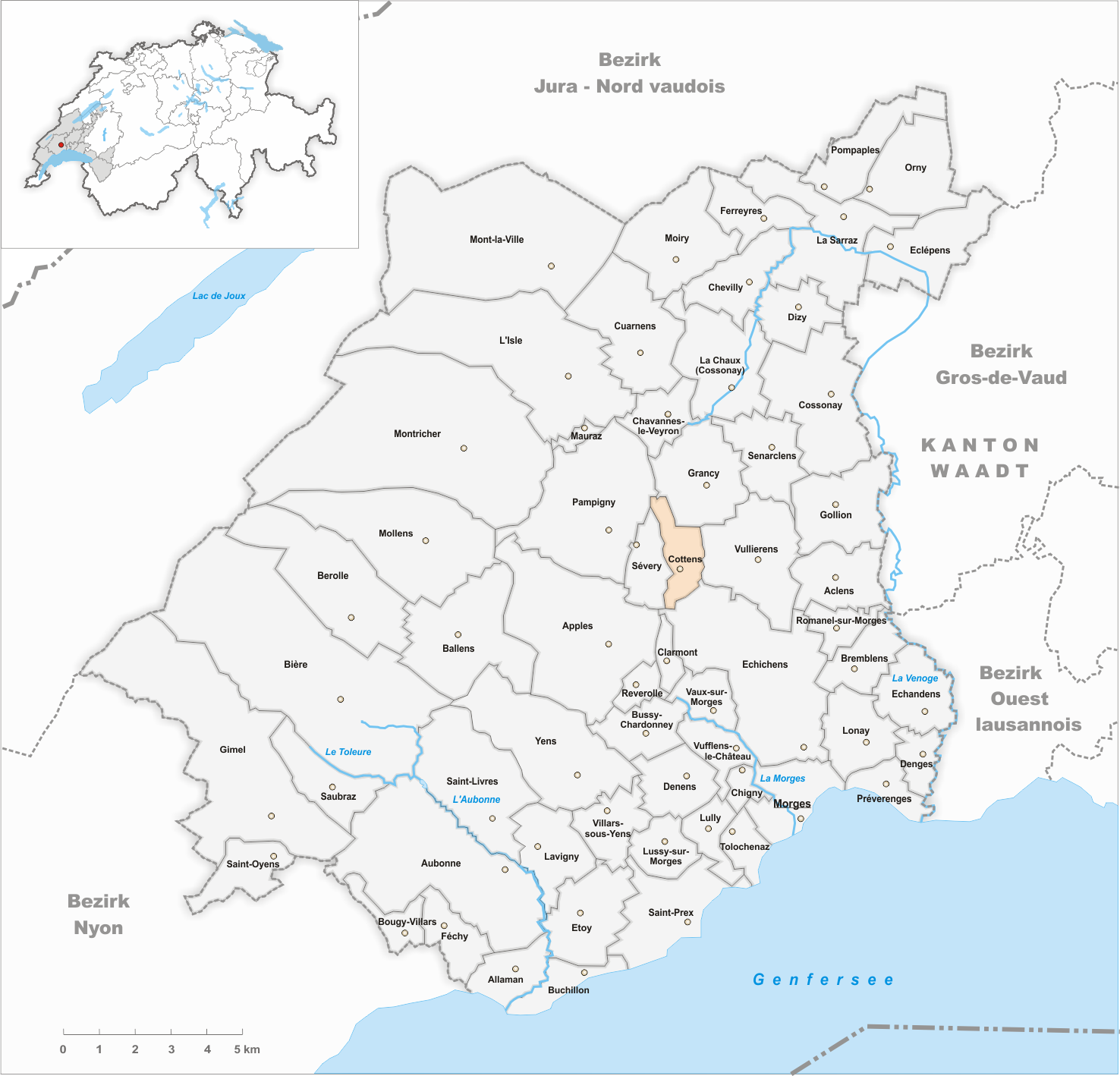
Gemeindestand vor der Fusion am 1. Juli 2021

Cottens ([kɔtɑ̃], frankoprovenzalisch [(a) kɔˈteː]) ist ein Ort in der politischen Gemeinde Hautemorges im Bezirk Morges des Kantons Waadt in der Schweiz.
Am 1. Juli 2021 fusionierte Cottens mit den Gemeinden Apples, Bussy-Chardonney, Pampigny, Reverolle und Sévery zur Gemeinde Hautemorges.

## Geographie
Cottens liegt auf 579 m ü. M., 8 km nordnordwestlich der Bezirkshauptstadt Morges (Luftlinie). Das ehemalige Strassenzeilendorf erstreckt sich auf der Hochfläche im äussersten Südwesten des Gros de Vaud, nahe der Talmulde der Morges, im Waadtländer Mittelland.
Die Fläche des 2,4 km² grossen Gemeindegebiets umfasst einen Abschnitt des leicht gewellten Hochplateaus des Waadtländer Mittellandes. Im Süden reicht der Gemeindeboden in die Talmulde der oberen Morges, im Westen wird er vom Bach Combagnou begrenzt. In einem schmalen Streifen erstreckt sich das Gebiet nach Norden in den Wald Bois de la Five, in dem mit 613 m ü. M. die höchste Erhebung von Cottens erreicht wird, und bis an einen linken Seitenbach des Veyron. Von der Gemeindefläche entfielen 1997 8 % auf Siedlungen, 15 % auf Wald und Gehölze und 77 % auf Landwirtschaft.
Zu Cottens gehören einige Einzelhöfe. Nachbargemeinden von Cottens sind Sévery, Pampigny, Grancy, Vullierens und Echichens.

## Bevölkerung
Mit 493 Einwohnern (Stand 31. Dezember 2020) gehört Cottens zu den kleinen Gemeinden des Kantons Waadt. Von den Bewohnern sind 88,9 % französischsprachig, 6,7 % deutschsprachig und 1,8 % portugiesischsprachig (Stand 2000). Die Bevölkerungszahl von Cottens belief sich 1850 auf 190 Einwohner, 1900 auf 213 Einwohner. Seit 1970 (225 Einwohner) wurde eine deutliche Bevölkerungszunahme beobachtet.

## Wirtschaft
Cottens war bis in die zweite Hälfte des 20. Jahrhunderts ein vorwiegend durch die Landwirtschaft geprägtes Dorf. Noch heute hat der Ackerbau eine gewisse Bedeutung in der Erwerbsstruktur der Bevölkerung. Weitere Arbeitsplätze sind im lokalen Kleingewerbe und im Dienstleistungssektor vorhanden. Es gibt im Dorf eine Käserei, eine Gipserei und ein Betrieb der Holzverarbeitung. An der Morges bestand früher eine Mühle. In den letzten Jahrzehnten hat sich das Dorf dank seiner attraktiven Lage zu einer Wohngemeinde entwickelt. Viele Erwerbstätige sind deshalb Wegpendler, die vor allem in Morges und im Grossraum Lausanne arbeiten.

## Verkehr
Die Gemeinde ist verkehrstechnisch gut erschlossen. Sie liegt an der Kreuzung der Strassen von Cossonay nach Aubonne und von Morges nach L’Isle. Durch den Postautokurs, der von Morges via Cottens nach Cossonay verkehrt, ist das Dorf an das Netz des öffentlichen Verkehrs angebunden.

## Geschichte
Das Gemeindegebiet von Cottens war schon früh bewohnt, was durch Überreste einer Siedlung aus der Römerzeit bezeugt wird. Die erste urkundliche Erwähnung des Ortes erfolgte 1041 unter dem Namen Chotens. 1049 erschien die Bezeichnung Cotens, später Coctens. Der Ortsname geht auf den burgundischen Personennamen Cotto zurück und bedeutet bei den Leuten des Cotto.
Cottens bildete seit dem Mittelalter eine kleine Herrschaft, die zu den Adelslehen der Baronie Cossonay gehörte. Mit der Eroberung der Waadt durch Bern im Jahr 1536 kam das Dorf unter die Verwaltung der Vogtei Morges. Nach dem Zusammenbruch des Ancien Régime gehörte Cottens von 1798 bis 1803 während der Helvetik zum Kanton Léman, der anschliessend mit der Inkraftsetzung der Mediationsverfassung im Kanton Waadt aufging. 1798 wurde es dem Bezirk Cossonay zugeteilt.

## Sehenswürdigkeiten
Die Pfarrkirche ist ein Neubau von 1893, der an der Stelle eines Gotteshauses von 1684 errichtet wurde. Bei Chatez sind Gräben einer vom 14. bis zum 17. Jahrhundert bewohnten Burg zu erkennen.